# Kráľova Lehota
Kráľova Lehota és un poble i municipi d'Eslovàquia que es troba a la regió de Žilina, al centre-nord del país.

## Història
La primera menció escrita de la vila es remunta al 1361.

## Demografia
| Godina             | 1994 | 2004    | 2014   | 2024   |
| ------------------ | ---- | ------- | ------ | ------ |
| Nombre de persones | 725  | 634     | 593    | 602    |
| Diferència         |      | −12,55% | −6,46% | +1,51% |

| Godina             | 2023 | 2024   |
| ------------------ | ---- | ------ |
| Nombre de persones | 601  | 602    |
| Diferència         |      | +0,16% |